# ケルカポス
ケルカポス（古希: Κέρκαφος, Kercaphos）は、ギリシア神話の人物である。太陽神ヘーリオスとポセイドーンの娘ロドスの7人の息子たち（ヘーリアデース）の1人で、オキモス、マカル、アクティス、テナゲース、トリオパス、カンダロス、エレクトリュオーネーと兄弟。オキモスの娘キューディッペーとの間に、リンドス、イアリューソス、カメイロスをもうけた。

## 神話
シケリアのディオドーロスによると、ヘーリアデースはみな知識と能力に優れていたが、中でも特に優れていたテナゲースは嫉妬が原因で他の兄弟たちに殺された。この殺害に関わったマカル、アクティス、カンダロス、トリオパスは、罪が明らかになっとき国外に逃亡した。事件に関わらなかったオキモスとケルカポスは島に残ってアカイア市を創建し、オキモスがロドス島の初代の王となった。
シケリアのディオドーロスは、その後、ケルカポスはオキモスの娘キューディッペーと結婚し、王権を継承したと述べているが、プルタルコスはケルカポスの結婚について次のような話を伝えている。それによると、オキモスがキューディッペーと結婚させようとした相手はオクリディオーンであったが、キューディッペーに恋していたケルカポスは伝令使を説得し、彼女を花婿ではなく自分のところに連れてくるよう命じた。これは伝令使が花嫁を花婿のところに送り届ける習慣だったからで、ケルカポスは伝令使からキューディッペーを受け取ると、彼女を連れて国外に逃亡し、オキモスが老境に入ってから帰国した。このオクリディオーンに対する裏切りがあってからというもの、ロドス島の伝令使はオクリディオーンの英雄廟に近づくことが禁止されたという。
ケルカポスとキューディッペーとの間には3人の息子、リンドス、イアリューソス、カメイロスが生まれ、ケルカポスの死後に3人が王権を継承した。その後、大洪水が起きてロドス島を洗い流し、島を無人に変えたため、3人は島を3つの地方に分け、それぞれ自分の名前にちなんだ都市を建設した。

## その他の人物
- ストラボーンによるとアイオロスの息子で、オルメニオンの王オルメノスの父[10]。
- アナクシビアーとの間に河神マイアンドロスを生んだ男[11]。
- ヘーリオスの子孫で、アルペイオスと兄弟。王国をめぐる争いでアルペイオスに殺された[12]。